# Fuldatalbrücke Kragenhof (1988)
Die Fuldatalbrücke Kragenhof ist ein 249,6 m langes zweigleisiges Eisenbahnüberführungsbauwerk der Schnellfahrstrecke Hannover–Würzburg bei Streckenkilometer 133,2. Nördlich der Brücke schließt sich der 1.345 m lange Mühlenkopftunnel an. Südlich folgt, nach einem Abschnitt freier Strecke, der Lohbergtunnel.
Die vierfeldrige Balkenbrücke liegt bei Fuldatal nördlich von Kassel und überspannt die Fulda mit der Landesgrenze zwischen Hessen und Niedersachsen sowie die Fuldatalstraße L 3235 in einer Höhe von maximal 30 m über Grund. Sie ist die einzige Stahlfachwerkverbundbrücke der Schnellfahrstrecke. Die Fachwerkkonstruktion wurde in Anlehnung an die benachbarte Fuldatalbrücke Kragenhof von 1855 der Hannöverschen Südbahn (Hann. Münden–Kassel) gewählt. Bei einer Streckengeschwindigkeit von 160 km/h hat die Streckentrasse im Brückenbereich einen Radius von 1.552 m und weist kein Längsgefälle auf. Drei Schienenauszüge sind vorhanden.
Das Bauwerk wurde in zwei Baulosen ausgeschrieben und im September 1985 vergeben. Es wurde zwischen Oktober 1986 und November 1988 erbaut. Auftraggeber war die Projektgruppe NBS bei der Bundesbahndirektion Frankfurt am Main der Deutschen Bundesbahn. Die Kosten betrugen ungefähr 14 Millionen DM.
Die Brücke markiert, in südlicher Richtung, den Beginn eines 9 km langen Abschnitts, in denen Neubau- und Nord-Süd-Strecke in Parallellage durch Kassel verlaufen.

## Gründung und Unterbauten

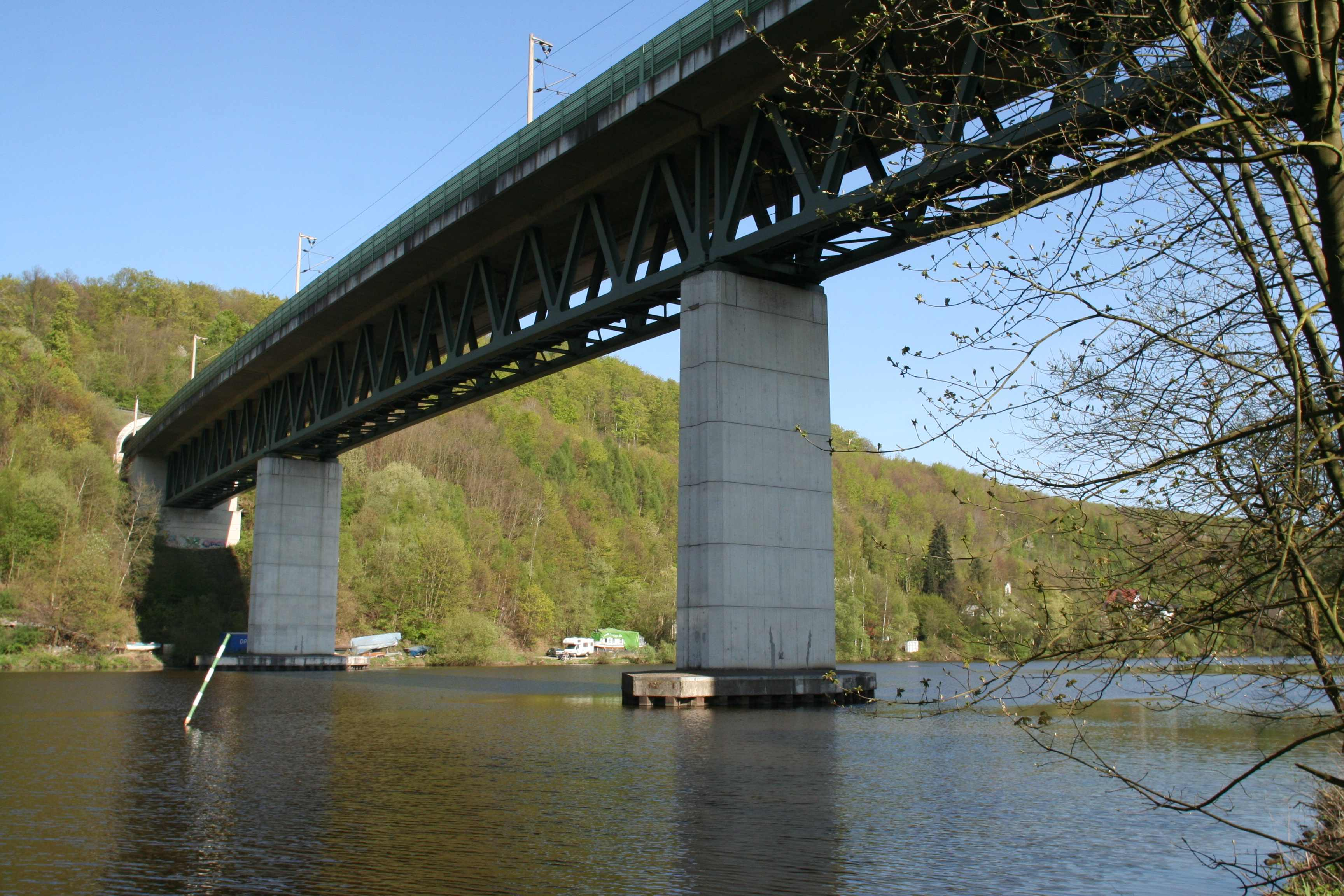
Blick nach Norden, mit dem Südportal des Mühlenkopftunnels

Die drei Pfeiler sind auf je 15 Großbohrpfählen mit 1,5 m Durchmesser und ungefähr 17 m Länge gegründet., die Widerlager besitzen eine Flachgründung. Die rechteckigen maximal 20 m hohen Stahlbetonpfeiler haben einen Hohlkastenquerschnitt mit maximal 3,55 m Breite, ihre Wandstärke liegt bei bis zu 50 cm. Sie verjüngen sich mit einem Anzug von 80:1 nach oben.
Das westliche Widerlager steht auf einem bis zu 23 m hohen und 200 m langen Damm und bildet den Festpunkt der Brücke.
Für die Herstellung der Gründung wurden 2.200 m³ Spundwände errichtet. Insgesamt wurden 500 m Bohrpfähle, 7.400 m³ Beton und 550 t Stahl verbaut.

## Überbau
Der 8,1 m hohe Überbau ist als Verbundkonstruktion ausgeführt und besteht aus zwei pfostenlosen Strebenfachwerkträgern aus Stahl mit einer oben liegenden Stahlbetontragplatte. Die 13,5 m breite Fahrbahnplatte hat die Querschnittsform eines Plattenbalkens. Sie ist bis zu 40 cm dick, über den Hauptträgern, die im Abstand von 5,6 m angeordnet sind, beträgt die Bauhöhe 1,1 m. Der Überbau besteht aus einer Kette von vier Einfeldträgern. Dadurch ist der spätere Austausch einzelner Brückensegmente möglich.
Die Gesamtstützweite der Brücke beträgt 249,6 m, 58,4 m bei den Randfeldern und 73,6 m bzw. 59,2 m bei den Innenfeldern.

## Geschichte

### Planung
In der Vortrassierung der Neubaustrecke von 1972/1973 war in der Variante Göttingen die Querung der Fulda stromabwärts, bei Wilhelmshausen, vorgesehen.
Durch den Verlauf des Landesgrenze in der Mitte der Fulda verlief in der Planungs- und Bauphase hier auch die Grenze zwischen den Planungsbereichen Nord und Mitte der Strecke.

### Bau

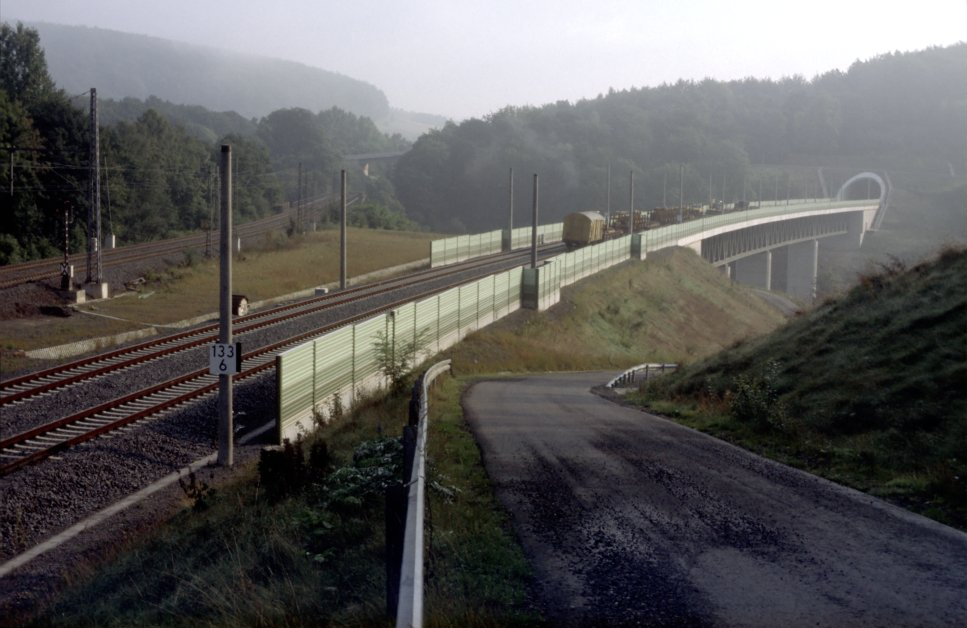
Ein Bauzug auf der Brücke

Der Stahlüberbau wurde in Einzelteilen per Lkw angeliefert. Am südlichen Widerlager erfolgte die endgültige Verschweißung, wobei die Stahlkonstruktion in Abschnittslängen von 20 bis 30 m Länge eingeschoben wurde. Dazu waren die Fachwerkkonstruktionen der einzelnen Überbauten zu einem Durchlaufträger gekoppelt worden. Anschließend wurde die Stahlbetonfahrbahnplatte mit einem Schalwagen abschnittsweise in Längen von 13 bis 17 m hergestellt. Abschließend erfolgte die Trennung der Koppelungen des Durchlaufträgers um das Einfeldsystem herzustellen.
Das Bauwerk wurde 1988 fertiggestellt.